# Riser kártya

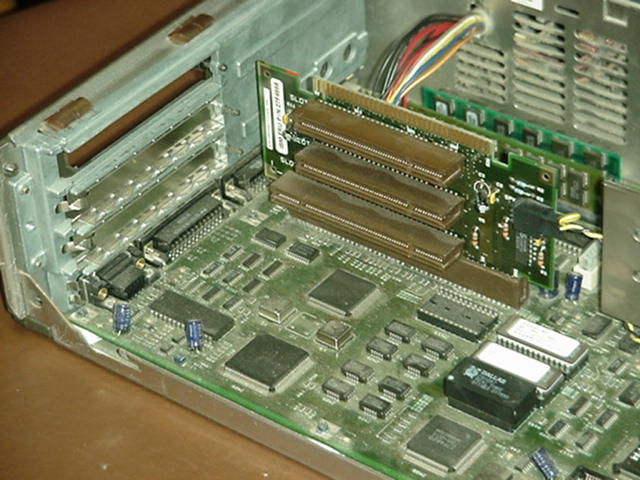
Riser kártya IBM PS/2 rendszerben

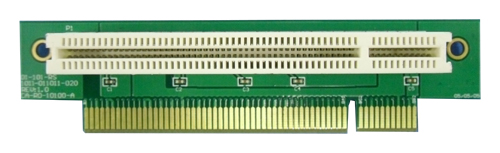
1U 1-slot PCI riser kártya

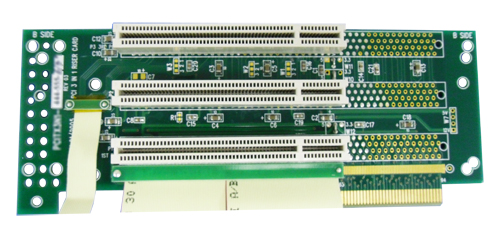
2U 3-slot PCI riser kártya

A riser kártyák (vagy busz riser kártyák, esetleg még: daughterboard-ok) olyan nyomtatott áramköri kártyák, melyek sokféle áramköri jelet fogadnak, gyakran az alaplap buszrendszerbe szervezett egyetlen foglalatán keresztül - általában ún. élcsatlakozóval - csatlakoznak az alaplaphoz és osztják szét a jeleket a kártyán lévő további kártyákat fogadni képes foglalatokhoz.
Leggyakrabban további bővítőkártyák rendszerbe csatlakoztatásához használják őket olyan házkiépítés (általában ún. desktop-elrendezés) esetén, amikor a számítógépház alacsony magassága (low-profile) nem teszi lehetővé a bővítőkártyák, egyébként szokásos, függőleges helyzetű csatlakoztatását.
A riser kártya tehát egy áramköri lap, melyet az alaplapba bedugva, további bővítőkártya foglalatokat biztosít. A "riser", lényegében az angol szó jelentéséből adódóan, az alaplappal párhuzamosan biztosítja bővítőkártyák csatlakoztatását, mintegy az alaplap főlé "emelve" őket.
Gyakran alkalmazzák őket ún. rack-rendszerű szerverekben, illetve ipari környezetben. Ezekben a szabványosított befoglaló méretű (1U = 1,75"; 2U = 3,5") rack-egységekben a korlátozott magasság miatt alkalmaznak riser kártyákat a vízszintes elrendezés biztosítása érdekében. Az 1U egységek 1db kártyát képesek fogadni vízszintes elrendezésben, míg a 2U rackek hármat. Újabban kriptovaluta bányászathoz is előszeretettel alkalmazzák.

## Fordítás
- Ez a szócikk részben vagy egészben  a   Riser card című angol Wikipédia-szócikk fordításán alapul.  Az eredeti cikk szerkesztőit annak laptörténete sorolja fel. Ez a jelzés csupán a megfogalmazás eredetét és a szerzői jogokat jelzi, nem szolgál a cikkben szereplő információk forrásmegjelöléseként.